# Mołdawia na Letniej Uniwersjadzie 2007
Mołdawię na Letniej Uniwersjadzie w Bangkoku reprezentowało zawodników. Mołdawianie zdobyli 2 medale (2 brązowe).

## Medale

### Brąz
- Ion Luchianov - lekkoatletyka, 3000 metrów z przeszkodami
- Sergiy Toma - judo, kategoria poniżej 73 kg